# Vidomàr
Vidomàr è il secondo album solista del cantante italiano Omar Pedrini, pubblicato nel 2004 dalla Panorama Records.

## Tracce
1. Ho solo un'anima – 4:27
2. Lavoro inutile – 4:24
3. Lieve – 3:37
4. Quelli come me – 6:00
5. Mare blues – 4:10
6. Da qui – 4:05
7. Govinda – 4:59
8. Quasi luna – 4:00
9. La parte migliore di me – 4:46
10. Anima blues – 3:08
11. Vidomàr – 5:39
12. Lavoro inutile (versione estesa) – 5:20

## Formazione
- Omar Pedrini - voce, chitarra
- Sandro Gibellini - chitarra
- Franco Testa - basso, contrabbasso, tastiera
- Danilo Rea - tastiera, pianoforte
- Roberto Gatto - batteria
- Luca Scarpa - tastiera, pianoforte
- Pietro Cantarelli - tastiera
- Riccardo Galardini - chitarra
- Elio Rivagli - batteria, percussioni
- Giorgio Cocilovo - chitarra
- Marco Tamburini - tromba
- Roberto Rossi - trombone
- Claudio Pascoli - sax
- Betty Vittori - cori